# 王可道
王 可道（ワン・ガド、‐ 1034年）は、高麗の政治家。本貫は清州。元の名は李子琳。

## 人物
995年に科挙に及第し、顕宗の時代に、金訓らの軍人が動乱を起こした際には、西京の長楽宮で奇襲攻撃を提案し、武臣勢力の排除を成功させ、致盛功臣の称号を授けられ、参知政事であった1029年には、皇甫兪義や黄周亮らとともに開京の羅城の築城に尽力し、開城縣開国伯に任じられ、輸忠創闢功臣の称号を授けられた。また娘が顕宗の側室となると、高麗王家と同じ「王」姓を下賜された。契丹の高麗侵攻に対しては徹底抗戦を主張し、出兵を計画したが断念した。